# Jerry Desmonde
Jerry Desmonde (20 de julio de 1908 – 11 de febrero de 1967) fue un actor teatral, cinematográfico y televisivo inglés. Su caracterización más conocida es probablemente como compañero serio de Norman Wisdom. Su nombre artístico en ocasiones aparece como Jerry Desmond.

## Inicios
Su verdadero nombre era James Robert Sadler, y nació en Middlesbrough, Inglaterra, en el seno de una familia de artistas del music hall que actuaban en locales de Escocia, Noreste de Inglaterra, y Yorkshire.
Sadler actuó por primera vez en el teatro a los once años de edad, y posteriormente pasó a formar parte del número de su familia, The Four Sadlers. Se labró una carrera en el teatro musical, y más adelante viajó a los Estados Unidos para participar en la temporada 1927-1928, junto a Beatrice Lillie y Noel Coward, en la revista en dos actos This Year of Grace. En 1934 se había casado con Peggy Duncan, y el matrimonio viajó interpretando un dúo cómico llamado Peg and Jerry, principalmente por Escocia.

## Carrera
En la década de 1940 Desmonde trabajó brevemente como pareja seria del humorista escocés Dave Willis, y en 1942 fue invitado para hacer lo propio con Sid Field, convirtiéndose ambos en uno de los más célebres grupos humorísticos del teatro británico. Así, participaron juntos en tres revistas de gran éxito, Strike a New Note (1943), Strike it Again (1944) y Piccadilly Hayride (1946) en el Teatro Prince of Wales de Londres. También rodaron dos filmes, London Town (1946) un gran fracaso, y The Cardboard Cavalier (1949). Volvieron a trabajar juntos en una obra teatral, Harvey, en el Prince of Wales, siendo finalmente Desmonde despedido de la misma.
En 1949 Desmonde trabajó en la televisión como presentador de Rooftop Rendesvous. Intervino de manera regular como panelista y ocasional presentador en el programa What's My Line? (1951-1962), y actuó en varias comedias televisivas, a saber Holiday Camp (1951, con Arthur Askey), A Flight of Fancy (1952, con Jimmy Young), Before Your Very Eyes (1956-58, con Arthur Askey), y Bud, una sitcom de 1963 con Bud Flanagan y otros miembros  de The Crazy Gang.
Además, actuó en episodios de las series televisivas A Question of Happiness (1964), The Plane Makers (1964), The Villains (1965), No Hiding Place (1965), The Mask of Janus (1965), y Vendetta (1966).
También fue presentador de concursos, presentando las producciones de Associated TeleVision Hit The Limit (1956) y The 64,000 Question (1956), y en octubre de 1956 Desmonde apareció en la portada de la revista TVTimes.
En la radio Desmonde actuó con Bob Hope en el Bob Hope Show (1951) y en (1954) en la producción para la CBS de la obra The Incredible History of John Shepherd, y presentó de manera ocasional Housewives' Choice, en la BBC.
Desmonde siguió trabajando en el teatro londinense, con la pieza Where's Charley? (1958), un musical con Norman Wisdom, y en la obra Belle (1961), también llamada The Ballad of Dr Crippen, una producción de music hall con George Benson y Rose Hill.
Jerry Desmonde trabajó en numerosos filmes entre 1946 y 1965, incluyendo varias comedias junto a Norman Wisdom. En las películas de Wisdom, Desmonde habitualmente interpretaba una figura autoritaria, mientras que Edward Chapman solía encargarse de los papeles serios.

## Vida personal
Desmonde estaba casado con Peggy Duncan. Tuvieron una hija, Jacqueline, y un hijo, Gerald. Tras la Segunda Guerra Mundial, Desmonde y su familia se asentaron en Londres, casándose su hija con el clarinetista Peter Howes, hijo del actor Bobby Howes.
Durante un tiempo Desmonde trabajó como conductor de taxi en Londres, y acabó enfermando con una depresión tras la muerte de su esposa. Un año después de esta, el 11 de febrero de 1967, tras una discusión trivial con su compañero de trabajo, se suicidó abriendo al gas en su casa.

## Trabajo teatral
- Belle, en el Teatro Novello, Londres (1961)[33][34][35][36][37]
- Where's Charley?, en el papel de Sir Francis Chesney, en el Teatro Palace, Londres (1958)
- Royal Variety Performance (1957)[42]
- The Gay Musical Show, en el London Palladium, y después en el Teatro Prince of Wales, junto a Norman Wisdom (19??)[43]
- Painting the Town, una revista con Norman Wisdom en el London Palladium (1955).[44]
- Red-Headed Blonde una farsa en el Teatro Vaudeville, Londres (1952).[45][46]
- Out of this World, en el London Palladium, con Frankie Howerd (1948).[43]
- Piccadilly Hayride, en el Prince of Wales, Londres (1946).[7]
- Strike it Again, en el Prince of Wales, Londres (1944).[6]
- Strike a New Note, en el Prince of Wales, Londres (1943).[5]
- This Year of Grace, en una gira por Estados Unidos y en el Selwyn Theatre, Broadway (1928) (acreditado como Jim Sadler).[3][4]

## Filmografía
- The Early Bird (1965), como Mr Walter Hunter, junto a Norman Wisdom.
- Gonks Go Beat (1965), como Great Galaxian, con Kenneth Connor IMDb.
- The Beauty Jungle (1964) USA: Contest Girl (1966).
- Stolen Hours (1963) USA: Summer Flight, como un coronel.
- The Switch (1963), como Jefe de Aduana, IMDb, MTV Archivado el 22 de enero de 2005 en Wayback Machine.
- A Stitch in Time (1963), como Sir Hector Hardcastle, con Norman Wisdom.
- A Kind of Loving (1962), como un presentador de TV.
- Carry on Regardless (1961), como Martin Paul.
- Follow a Star (1959), como Vernon Carew, con Norman Wisdom.
- Just My Luck (1957), como un aficionado a las carreras (sin créditos), con Norman Wisdom, IMDb, screenonline
- Un rey en Nueva York (1957), como primer ministro Voudel, con Charlie Chaplin.
- Up in the World (1956), como Mayor Willoughby, con Norman Wisdom, IMDb, Britmovie, MTV Archivado el 20 de abril de 2008 en Wayback Machine. *Ramsbottom Rides Again (1956), como el indio Blue Eagle en un western cómico con Arthur Askey
- Man of the Moment (1955), como el ministro Jackson, con Norman Wisdom.
- The Angel Who Pawned Her Harp (1954), como Parker, IMDb
- Malta Story (1953), como un general (sin créditos).
- Trouble in Store (1953), como Augustus Freeman, con Norman Wisdom.
- Alf's Baby (1953) USA: Her Three Bachelors (1954), como Alf Donkin, IMDb, MTV Archivado el 20 de octubre de 2012 en Wayback Machine.
- The Perfect Woman (1949), como Raymond.
- The Cardboard Cavalier (1949), como Coronel Lovelace, con Sid Field, IMDb, Britmovie, MTV Archivado el 6 de marzo de 2005 en Wayback Machine.
- London Town (1946) USA: My Heart Goes Crazy (1953), como George, instructor de golf, con Sid Field.